# Phascogale tapoatafa
Phascogale tapoatafa é uma espécie de marsupial da família Dasyuridae.
- Nome Popular:  Fascogale-cauda-de-escova, Tuan ou Wambenger-comum

- Nome Científico: Phascogale tapoatafa (Meyer, 1793)

- Sinônimo do nome científico da espécie: Phascogale penicillata;

## Características
O Fascogale-cauda-de-escova, tem um focinho pontudo e os pelos da cauda preto e longos. Estes pelos cobrem dois terços da cauda e medem até 5 cm de comprimentos. A parte superior é cinza e o ventre é branco. Os olhos e orelhas são grandes. Mede 15–26 cm de comprimento do corpo e a cauda 16–23 cm, pesam 110-310 gramas;
Foi descrito primeiramente por F. Meyer em 1793; George Shaw publicou uma descrição revista em 1800. Durante algum tempo foi considerado um membro do gênero Didelphis, mas isso terminou em 1844, quando C J Temminck erigiu o gênero Phascogale. A espécie é intimamente relacionada com o Fascogale-de-cauda-vermelha (Phascogale calura), seu nome científico, tapoatafa, é uma referência ao nome indigena australiano, tem sido chamado por vezes de Phascogale penicillata.

## Hábitos alimentares
Esta espécie é um caçador noturno e arborícola. Ele come pequenos mamíferos, aves, lagartos e insetos, principalmente aranhas. Eles ainda bebem néctar de árvores floridas.

## Características de reprodução
A reprodução ocorre entre junho e agosto, quando as fêmeas entram no cio. Todos os machos morrem antes de completarem um ano de idade, em geral de doenças relacionadas com a exaustão provocadas pela energia que gastam em um ataque frenético de acasalamento.
As fêmeas fazem seus ninhos em árvores ocas, tendo ninhadas de 7 a 8 filhotes, que permanecem no ninho até 5 meses;

## Habitat
Vive no deserto, floresta temperada, florestas tropicais, savanas, matagais de regiões áridas;

## Distribuição Geográfica
Sudoeste da Austrália Ocidental, Sudeste da Austrália Meridional, Sul de Victoria, leste de Queensland, Território do Norte;

## Subespécies
- Subespécie: Phascogale tapoatafa pirata (Thomas, 1904)

Nome popular: Fascogale-cauda-de-escova-do-norte;
Sinônimos do nome científico da subespécie: Phascogale pirata, Phascogale penicillata pirata;
Nota: Pode talvez, ser espécie distinta;
Local: Norte da Austrália;
- Subespécie: Phascogale tapoatafa tafa? (White, 1803)

Sinônimos do nome científico da subespécie: Dasyurus tafa, Phascogale tafa;
Nota: Considerado sinônimo de Phascogale tapoatafa tapoatafa;
Local: Nova Gales do sul;
- Subespécie: Phascogale tapoatafa tapoatafa (Meyer, 1793)

Nome popular: Fascogale-cauda-de-escova-do-sul, Tuan;
Local: Sul da Austrália;